# The Good Doctor (televizijska serija)
The Good Doctor je američka medicinsko-dramska televizijska serija iz 2017. koju je stvorio David Shore, temeljena na istoimenoj južnokorejskoj seriji iz 2013. godine. Prikazivala se od 25. rujna 2017. do 21. svibnja 2024. na kanalu ABC. Serija ima sveukupno 126 epizoda kroz 7 sezona. Produkciju je radio Sony Pictures Television i ABC Studios, u suradnji s produkcijskim kućama Shore Z Productions, 3AD i Entermedia. 

## Radnja
Serija prati Shauna Murphyja, mladog liječnika specijaliziranog kirurga, autističnog i oboljelog od savantskog sindroma. Dolazi iz malog grada u Wyomingu u Casperu, gdje je imao problematično djetinjstvo. Pod vodstvom svog mentora, dr. Aarona Glassmana, odlučio se preseliti i pridružiti se prestižnom odjelu kirurgije u bolnici San Jose St. Bonaventure u sjevernoj Kaliforniji.

## Glumačka postava
| Lik                         | Glumac                | Sezona   | Sezona   | Sezona | Sezona   | Sezona | Sezona   | Sezona   |
| Lik                         | Glumac                | 1        | 2        | 3      | 4        | 5      | 6        | 7        |
| --------------------------- | --------------------- | -------- | -------- | ------ | -------- | ------ | -------- | -------- |
| Dr. Shaun Murphy            | Freddie Highmore      | Glavna   | Glavna   | Glavna | Glavna   | Glavna | Glavna   | Glavna   |
| Dr. Marcus Andrews          | Hill Harper           | Glavna   | Glavna   | Glavna | Glavna   | Glavna | Glavna   |          |
| Dr. Aaron Glassman          | Richard Schiff        | Glavna   | Glavna   | Glavna | Glavna   | Glavna | Glavna   | Glavna   |
| Dr. Claire Browne           | Antonia Thomas        | Glavna   | Glavna   | Glavna | Glavna   | Gost   |          | Gost     |
| Dr. Neil Melendez           | Nicholas Gonzalez     | Glavna   | Glavna   | Glavna | Gost     |        |          |          |
| Dr. Jared Kalu              | Chuku Modu            | Glavna   | Glavna   |        |          |        | Sporedna | Glavna   |
| Allegra Aoki                | Tamlyn Tomita         | Glavna   | Glavna   | Gost   |          |        |          |          |
| Jessica Preston             | Beau Garrett          | Glavna   |          |        | Gost     |        |          |          |
| Dr. Morgan Reznick          | Fiona Gubelmann       | Sporedna | Glavna   | Glavna | Glavna   | Glavna | Glavna   | Glavna   |
| Dr. Alex Park               | Will Yun Lee          | Sporedna | Glavna   | Glavna | Glavna   | Glavna | Glavna   | Glavna   |
| Dr. Audrey Lim              | Christina Chang       | Sporedna | Glavna   | Glavna | Glavna   | Glavna | Glavna   | Glavna   |
| Lea Dilallo                 | Paige Spara           | Sporedna | Glavna   | Glavna | Glavna   | Glavna | Glavna   | Glavna   |
| Dr. Carly Lever             | Jasika Nicole         | Sporedna | Sporedna | Glavna |          |        |          |          |
| Dr. Jordan Allen            | Bria Samoné Henderson |          |          |        | Sporedna | Glavna | Glavna   | Glavna   |
| Dr. Asher Wolke             | Noah Galvin           |          |          |        | Sporedna | Glavna | Glavna   | Glavna   |
| Dr. Mateo Rendón Osma       | Osvaldo Benavides     |          |          |        | Gost     | Glavna |          |          |
| Dr. Daniel "Danny" Perez    | Brandon Larracuente   |          |          |        |          |        | Glavna   | Gost     |
| Charlene "Charlie" Lukaitis | Kayla Cromer          |          |          |        |          |        |          | Sporedna |
| Dominick "Dom" Hubank       | Wavyy Jonez           |          |          |        |          |        |          | Sporedna |

### Glavni likovi
- Freddie Highmore kao Dr. Shaun Murphy: mladi liječnik, specijalizirani kirurg, autističan i ima sindrom Savanta. Njegove vještine uključuju fotografsko pamćenje i sposobnost da primijeti čak i minimalne detalje i promjene. Shaun je većinu svog tužnog djetinjstva proveo u društvu svog voljenog brata Stevea, s kojim je pobjegao od kuće od nasilnog oca, sve dok ga nije prihvatio dr. Glassman, jedini koji je mogao razumjeti njegove velike sposobnosti. Posebno voli i drži do skalpela, igračke koji mu je dao brat. On je Lein najbolji prijatelj, kasnije kroz seriju se zaljublje jedan u drugog i zaruče se.
- Nicholas Gonzalez kao Dr. Neil Melendez: kardiotorakalni kirurg i voditelj je kirurških specijalista; tijekom prve sezone zaručen je za Jessicu Preston. U drugoj sezoni ulazi u vezu s kolegicom Audrey Lim. U početku je prilično neprijateljski raspoložen prema Shaunu, ali s vremenom će naučiti prepoznati njegove kvalitete i poštovati ga kao kirurga. Umire u trećoj sezoni i ponovno se pojavljuje u četvrtoj sezoni u Claireinim halucinacijama.
- Antonia Thomas kao Dr. Claire Browne: specijalistica kirurgije u bolnici San Jose St. Bonaventure i jedna je od prvih liječnica koja se povezala sa Shaunom. U početku je biila u vezi sa stručnjakom Jaredom Kaluom. U trećoj sezoni gubi majku zbog prometne nesreće i zaljubljuje se u dr. Melendeza. Krajem četvrte sezone, na kraju misije u Gvatemali,  momčadi San Bonaventure, odlučuje ostati i raditi u Gvatemali, i tako napušta seriju.
- Chuku Modu kao Dr. Jared Kalu: Specijalitiran za kirurgiju, dolazi iz bogate obitelji, ali s kojom nema dobar odnos, imao je aferu s Claire. U prvoj epizodi druge sezone preselio se u Denver, i tako napušta seriju.
- Beau Garrett kao Jessica Preston: Interna odvjetnica bolnice i potpredsjednica za upravljanje rizicima, unuka je osnivača bolnice i prijateljica dr. Glassmana. Imala je aferu s dr. Melendezom.
- Irene Keng kao Dr. Marcus Andrews: Bio je šef kirurgije i član upravnog odbora bolnice San Jose St. Bonaventure. U drugoj sezoni postaje novi predsjednik bolnice. U trećoj sezoni vratit će se kao kirurg koji je izgubio mjesto predsjednika nakon što je otpustio šefa kirurgije Jacksona Hana kako bi ponovovratio Shauna nakon otkaza.
- Hill Harper kao
- Richard Schiff kao Dr. Aaron Glassman: neurokirurg i predsjednik bolnice San Jose St. Bonaventure, kao i Shaunov mentor, a kasnije i prijatelj, od njegove 14. godine. Zbog tumora, u drugoj sezoni odustaje od svog mjesta predsjednika i započinje tretmane koji će dovesti do njegovog oporavka. Izgubio je voljenu kćer Maddie zbog droge.
- Tamlyn Tomita kao Allegra Aoki: potpredsjednica zaklade koja upravlja financiranjem bolnice San Jose St. Bonaventure.
- Fiona Gubelmann kao Dr. Morgan Reznick: Nova doktorandica koja se odmah prijavljuje u konkurenciju s Claire. Ona ima odvojen odnos prema kolegama, koji više vidi kao protivnike i to je dovodi do toga da je drugi doktorandi ne vole, čak i ako će je s vremenom naučiti poznavati. Ima prošlost kao poluprofesionalni strijelac. U trećoj sezoni otkriva da ima reumatoidni artritis, bolest koja će nažalost završiti njezinu kiruršku karijeru. Potječe iz obitelji umjetnika s kojima je prekinula sve odnose. U četvrtoj sezoni ući će u vezu s kolegom Alexom Parkom, u početku samo fizičku koja će se u finalu sezone pretvoriti u sentimentalnu.
- Will Yun Lee kao Dr. Alex Park: bivši policajac koji je odlučio postati liječnik. Znanje stečeno iz njegove stare profesije uvelike mu pomaže da primijeti detalje koje može koristiti za bolju interakciju s pacijentima, ali su ga također učinili prilično ciničnim i pesimističnim. Razveden je i ima sina tinejdžera, ali tijekom druge sezone približava im se i ponovno počinje izlaziti s bivšom suprugom. U četvrtoj sezoni ući će u vezu s kolegicom Morgan Reznick, u početku samo fizičku koja će se u finalu sezone pretvoriti u sentimentalnu.
- Christina Chang kao Dr. Audrey Lim: traumatolog u bolnici San Jose St. Bonaventure. U početku se natjecala s Neilom Melendezom za mjesto šefa kirurgije, a kasnije se njih dvoje upuštaju u vezu. Nakon Neilove smrti puno pati od gubitka i nakon pandemije Covida-19 pokazat će simptome posttraumatskog stresnog poremećaja zbog kojeg će ići na terapiju. Na kraju četvrte sezone započinje vezu s Mateom Osmom, kojeg upoznaje tijekom medicinske ekspedicije u Gvatemalu, koju će, međutim, prekinuti sama početkom pete sezone, kada shvati da je čovjek prezauzet svojim medicinskim pozivom, lansirajući se u jednu misiju za drugom, zanemarujući svog partnera.
- Paige Spara kao Lea Dilallo: Shaunov susjeda i njegova početna simpatija; između uspona i padova tada stvara snažnu vezu prijateljstva snjim i također postaju cimeri, sve dok ne ode kako ne bi uništila svoj odnos s Carly. U finalu treće sezone započet će priča sa Shaunom. U četvrtoj sezoni zatrudnjet će, a zatim izgubiti dijete koje je očekivala; početkom pete sezone oženit će se za Shauna.
- Jasika Nicole kao Dr. Carly Lever: šefica patologije bolnice St. Bonaventure, u drugoj sezoni postaje Shaunova kolegica, poslana na rad u njegov odjel. Dr. Murphyja privlači i na kraju sezone je poziva van i žena, neočekivano, prihvaća. U trećoj sezoni njih dvoje započinju vezu i Shaun gubi nevinost s njom. Sa Shaunom prekida na kraju treće sezone, jer shvaća da on nešto osjeća prema Lei.
- Bria Samoné Henderson kao Dr. Jordan Allen: Nova doktorandica St. Bonaventure. Ima snažan karakter i jedna je od najspremnijih doktoranda.
- Noah Galvin kao Dr. Asher Wolke: Novi doktorand St. Bonaventure. Potječe iz obitelji pravoslavnih Židova, ali on je ateista. Upravo iz tog razloga, njegova obitelj prekida odnose s njim, s izuzetkom njegove sestre. On je također malo sramežljiv, ali vrlo spreman. On je gay
- Osvaldo Benavides kao Dr. Mateo Rendón Osma: južnoamerički kirurg s kojim se tim sastaje u Gvatemali. Započinje vezu s Audrey tijekom svog boravka u toj južnoameričkoj zemlji i odlučuje slijediti ženu u Sjedinjene Države. Bit će angažiran u St. Bonaventureu, ali odlučuje nastaviti svoje humanitarne misije, što će prekinuti njegov odnos s partnericom, koja će na početku pete sezone prekinuti vezu.
- Brandon Larracuente kao Dr. Daniel "Danny" Perez: novi doktorand u 6. sezoni, koji se zaljubi u dr. Allen. Međutim, otkriveno je da je bivši ovisnik o drogama i stoga se ne može natjerati da ostvari vezu s njom ili bilo kim. Na kraju sezone Danny trpi ozbiljne ozljede nakon što ga udari automobil, a Jordan je prisiljena mu dati fentanil kako bi mu spasila život. Kako bi izbjegao recidiv, Danny se vraća u Teksas kako bi se oporavio uz pomoć svoje obitelji.

### Sporedni likovi
- Dylan Kingwell kao Steve Murphy: Shaunov mlađi brat, koji je umro kao dijete nakon pada s vlaka, nakon što su njih dvoje pobjegli od kuće zbog nasilnog oca. Steveova smrt nagnala je Shauna da studira medicinu.
- Elfina Luk kao medicinska sestra Villanueva
- Teryl Rothery kao J.L: jedna od medicinskih sestara koja se često vidi kako pomaže u kirurgiji. U 3. epizodi, 3.sezone, njezino puno ime je kao Jan Lancaster.
- Chris D'Elia kao Kenny: Shaunov novi susjed, koji se useljava u Lein stan.
- Sheila Kelley as Debbie Wexler: Radi kao barmen u baru bolnice St. Bonaventure, gdje upoznaje dr. Glassmana; između njih dvoje rađa se veza koja se, isprva prekinuta zbog njegove bolesti, zatim pretvara u službene zaruke koje će tada postati brak. U četvrtoj sezoni rastave se nakon niza svađa. U stvarnom životu Kelley je udana za Richarda Schiffa, glumca koji glumi Glassmana.
- Lisa Edelstein kao Dr. Marina Blaize: Stručna onkologinja, bavi se slučajem dr. Glassmana.
- Sharon Leal kao Breeze Browne: Majka dr. Claire Browne koja pati od bipolarnog poremećaja. Poginula je u prometnoj nesreći u trećoj sezoni.
- Ricky He kao Kellan Park: Sin Parkerove bivše žene.
- Karin Konoval kao Deena Petringa
- Brian Marc kao Dr. Enrique "Ricky" Guerin: Jedan od novih kirurških specijalizanata koji ima opušten stav i poliamoran je. Dodijeljen je kao jedan od Claireinih mlađih stažista. Enrique na kraju odlučuje napustiti St. Bonaventure kako bi se pridružio programu koji će mu omogućiti da pomogne u potrebitim dijelovima svijeta.
- Summer Brown kao Dr. Olivia Jackson: Jedan od novih kirurških specijalizanata koji u početku dolazi iz Chicaga, a koji je dvostruko diplomirao neonatalnu i dječju onkologiju. Njezini roditelji su također kirurzi. Olivia ima i doktorat s Harvarda. Ona je također potajno nećakinja dr. Marcusa Andrewsa. Ona je jedna od Shaunovih mlađih štićenica prije nego što je dobila otkaz nakon što je lažno preuzela zasluge kao zviždačica, jer nikada zapravo nije ni htjela biti liječnica.
- Marcuis Harris kao Miles Brown: Clairein odsutni otac pojavljuje se niotkuda u 13. epizodi 4. sezone.
- Rachel Bay Jones kao Salen Morrison: kupuje St. Bonaventure na početku pete sezone. Izvršni producent David Shore opisao ju je kao "unutarnjeg neprijatelja".
- Kayla Cromer kao Charlene "Charlie"Lukaitis, autistična specijalizantica na trećoj godini.
- Wavyy Jonez kao Dominick "Dom" Hubank, specijalizant na trećoj godini.

## Pregled serije
Serija se emitira na ABC-u od 25. rujna 2017. U Hrvatskoj su premijerno prve 3 sezone prikazane na Nova TV pod hrvatskim naslovom Doktor, dok četvrta, peta i šesta sezona premijerno su prikazane na AXN-u gdje serija ima hrvatski naslov Dobri liječnik . Od 11. svibnja 2022. serija je počela sa prikazivanjem na kanalu Star Life pod naslovom Dobri doktor.
| Sezone | Sezone | Epizode | SAD prikazivanje   | SAD prikazivanje  | Hrvatsko prikazivanje | Hrvatsko prikazivanje | Hrvatsko prikazivanje | Hrvatsko prikazivanje | Hrvatsko prikazivanje | Hrvatsko prikazivanje |
| Sezone | Sezone | Epizode | ABC                | ABC               | Nova TV               | Nova TV               | AXN                   | AXN                   | Star Life             | Star Life             |
| Sezone | Sezone | Epizode | Premijera          | Finale            | Premijera             | Finale                | Premijera             | Finale                | Premijera             | Finale                |
| ------ | ------ | ------- | ------------------ | ----------------- | --------------------- | --------------------- | --------------------- | --------------------- | --------------------- | --------------------- |
|        | 1.     | 18      | 25. rujna 2017.    | 26. ožujka 2018.  | 13. svibnja 2019.     | 24. lipnja 2019.      | 24. listopada 2019.   | 12. ožujka 2020.      | 11. svibnja 2022.     | 3. lipnja 2022.       |
|        | 2.     | 18      | 24. rujna 2018.    | 11. ožujka 2019.  | 25. lipnja 2019.      | 30. srpnja 2019.      | 19. ožujka 2020.      | 16. srpnja 2020.      | 6. lipnja 2022.       | 29. lipnja 2022.      |
|        | 3.     | 20      | 23. rujna 2019.    | 30. ožujka 2020.  | 3. kolovoza 2020.     | 28. kolovoza 2020.    | 1. travnja 2021.      | 12. kolovoza 2021.    | 7. travnja 2023.      | 4. svibnja 2023.      |
|        | 4.     | 20      | 2. studenoga 2020. | 7. lipnja 2021.   | 13. srpnja 2022.      | 6. kolovoza 2022.     | 4. rujna 2021.        | 18. studenoga 2021.   | 5. svibnja 2023.      | 1. lipnja 2023.       |
|        | 5.     | 18      | 27. rujna 2021.    | 16. svibnja 2022. | 26. listopada 2024.   | 10. studenoga 2024.   | 14. travnja 2022.     | 11. kolovoza 2022.    | 2. lipnja 2023.       | 29. lipnja 2023.      |
|        | 6.     | 22      | 3. listopada 2022. | 1. svibnja 2023.  | Još nije najavljeno   | Još nije najavljeno   | 23. ožujka 2023.      | 24. kolovoza 2023.    | 6. lipnja 2024.       | 20. lipnja 2024.      |
|        | 7.     | 10      | 20. veljače 2024.  | 21. svibnja 2024. | Još nije najavljeno   | Još nije najavljeno   | Još nije najavljeno   | Još nije najavljeno   | 25. svibnja 2025.     | 2. lipnja 2025.       |

## Produkcija
U svibnju 2014. televizijski studio CBS-a odlučio je razviti remake korejske televizijske serije Good Doctor, s Danielom Dae Kimom kao producentom. CBS je kasnije odlučio odustati od projekta koji je onda prešao na Sony Pictures Television. U siječnju 2017. godine ABC je naručio pilot epizodu, dok je 11. svibnja započeo s produkcijom prve sezone koja se emitirala 2017. / 2018. godine. ABC je 3. listopada 2017. naručio još 5 epizoda donoseći broj prve sezone s 13 na 18 epizoda.
Serija je 7. ožujka 2018. obnovljena za drugu sezonu. Dana 5. veljače 2019. obnovljena je za treću sezonu. Nakon emitirane pedesete epizode, ABC, 10. veljače 2020. je potvrdio obnovu za četvrtu sezonu. Dana 3. svibnja 2021., serija je obnovljena za petu sezonu, a 30. ožujka 2022. serija je obnovljena za šestu sezonu, koja je krenula s prikazivanjem 3. listopada 2022. U travnju 2023. serija je obnovljena za sedmu sezonu, koja kreće s prikazivanjem 20. veljače 2024. Kasnije, 11. siječnja 2024. objavljeno je da će sedma sezona biti posljednja sezona.
Zanimljivost je da iako je serija smještena u San Jose u Kaliforniji, pravi San Jose se rijetko viđa.

## Otkazani Spin-off
U kolovozu 2022. objavljeno je da ABC razvija planirani spin-off pod nazivom The Good Lawyer. Spin-off serija je predstavljena kao pilot epizoda tijekom šeste sezone. U siječnju 2023. objavljeno je da je ABC naručio backdoor pilot epizodu spin-offa s Kennedyjem McMannom, Felicity Huffman i Bethlehem Million koji će glumiti. ABC je 9. studenoga 2023. najavio da je serija otkazana, povodom štrajka SAG-AFTRA-e.

## Nagrade
| Godina | Nagrada                           | Kategorija                                                                    | Primatelj | Info      |
| ------ | --------------------------------- | ----------------------------------------------------------------------------- | --- | --------- |
| 2018.  | Zlatni globus                     | Zlatni globus za najboljeg glumca – drama                                     | Freddie Highmore | Nominiran |
| 2018.  | Humanitas Prize                   | 60-Minute Category                                                            | David Shore (for "Burnt Food") | Osvojio   |
| 2018.  | ASCAP Screen Music Awards         | Top Network TV series                                                         | Dan Romer | Osvojio   |
| 2018.  | Banff Rockie Awards               | Scripted Melodrama Series                                                     | The Good Doctor | Osvojio   |
| 2018.  | Banff Rockie Awards               | The Hollywood Reporter Impact Award                                           | The Good Doctor | Osvojio   |
| 2018.  | Teen Choice Awards                | Choice Drama TV Actor                                                         | Freddie Highmore | Nominiran |
| 2018.  | Seoul International Drama Awards  | Najbolja dramska serija                                                       | The Good Doctor | Nominiran |
| 2018.  | Seoul International Drama Awards  | Najbolji glumac                                                               | Freddie Highmore | Nominiran |
| 2018.  | Seoul International Drama Awards  | Najbolji režiser                                                              | David Shore | Nominiran |
| 2018.  | People's Choice Awards            | The Male TV Star of 2018                                                      | Freddie Highmore | Nominiran |
| 2019.  | Critics' Choice Television Awards | Najboljeg glumca u dramskoj seriji                                            | Freddie Highmore | Nominiran |
| 2019.  | Critics' Choice Television Awards | Najboljeg sporednog glumca u dramskoj seriji                                  | Richard Schiff | Nominiran |
| 2019.  | Humanitas Prize                   | 60-Minute Category                                                            | David Shore and Lloyd Gilyard, Jr. (for "More")                                                                                        | Nominiran |
| 2019.  | Medijska nagrada GLAAD            | Outstanding Individual Episode (in a series without a regular LGBT character) | "She" | Nominiran |
| 2019.  | Leo Awards                        | Best Dramatic Series                                                          | Shawn Williamson, Mike Listo, David Shore, Freddie Highmore, Erin Gunn, Liz Friedman, Daniel Dae Kim, Thomas Moran, and David Hoselton | Nominiran |
| 2019.  | Leo Awards                        | Best Guest Performance by a Male in a Dramatic Series                         | Ricky He (for "Quarantine") | Nominiran |
| 2019.  | Monte-Carlo Television Festival   | International TV Audience – Best Drama TV Series                              | The Good Doctor | Osvojio   |
| 2019.  | Seoul International Drama Awards  | Most Popular Foreign Drama of the Year                                        | The Good Doctor | Osvojio   |
| 2020.  | Critics' Choice Television Awards | Best Actor in a Drama Series                                                  | Freddie Highmore | Nominiran |
| 2020.  | Leo Awards                        | Best Guest Performance by a Male in a Dramatic Series                         | Peter Benson (for "Risk and Reward")                                                                                                   | Nominiran |
| 2020.  | Leo Awards                        | Best Guest Performance by a Male in a Dramatic Series                         | Kiefer O'Reilly (for "SFAD") | Nominiran |
| 2021.  | HCA TV Awards                     | Best Broadcast Network Series, Drama                                          | The Good Doctor | Nominiran |
| 2021.  | HCA TV Awards                     | Best Actor in a Broadcast Network or Cable Series, Drama                      | Freddie Highmore | Nominiran |

## Vanjske poveznice
- Službena stranica abc.com
- Službena stranica novatv.hr
- The Good Doctor u internetskoj bazi filmova IMDb-a